# آدا کولاو
آدا کولاو (اسپانیایی: Ada Colau‎؛ زادهٔ ۳ مارس ۱۹۷۴) کنشگر، نویسنده، سیاستمدار اهل اسپانیا است. وی بین سال‌های ۲۰۱۵ تا ۲۰۲۳ شهردار بارسلون بود. وی به خاطر کارش در حمایت از ساکنان بارسلون که به خاطر بحران مالی ۲۰۰۸–۲۰۰۷ آسیب دیده بودند شناخته شده‌است.